# Taylor Webster
Taylor Webster (* 1. Oktober 1800 in Pennsylvania; † 27. April 1876 in New Orleans, Louisiana) war ein US-amerikanischer Politiker der Demokratischen Partei. Von 1833 bis 1839 war er Mitglied des Repräsentantenhauses der Vereinigten Staaten für den 2. Kongressdistrikt des Bundesstaates Ohio.

## Leben
Geboren wurde Taylor Webster in Pennsylvania, der genaue Ort ist nicht bekannt. 1806 zog er mit seinen Eltern nach Ohio, wo er zur Schule ging. Für kurze Zeit studierte er an der Miami University. Von 1828 bis 1836 war er Redakteur und Herausgeber des Western Telegraph in Hamilton. 1829 war er Kontorist des Repräsentantenhauses von Ohio. 1830 war er Mitglied des Repräsentantenhauses von Ohio und saß diesem als Speaker vor.
Bei den Kongresswahlen 1832 wurde Webster als Vertreter des 2. Kongressdistrikts von Ohio ins US-Repräsentantenhaus gewählt. Den 2. Distrikt vertrat er für insgesamt drei Legislaturperioden. Nach seinem Ausscheiden aus dem Kongress war er wieder als Redakteur tätig. 1863 zog er nach New Orleans, wo er eine klerikale Position einnahm. 1876 starb er in New Orleans. Dort wurde er auf dem Lafayette Cemetery No. 1 beigesetzt.